# 매슈 콜스

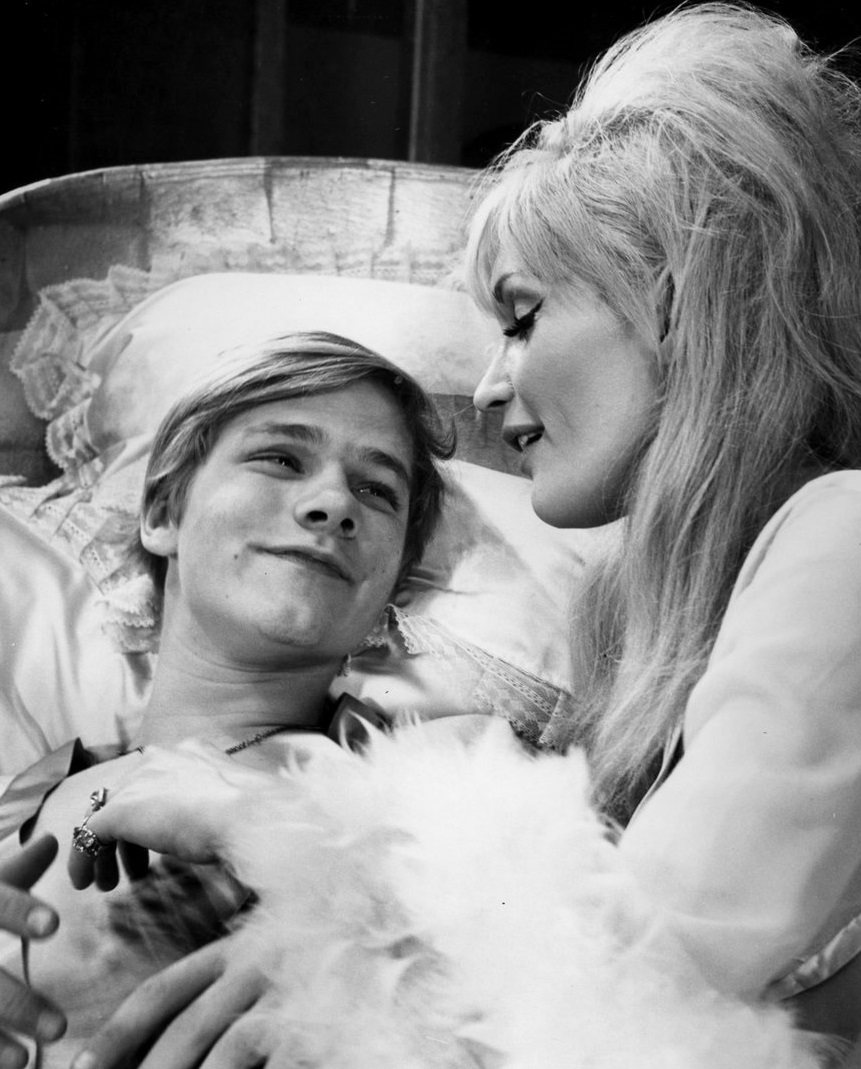

매슈 콜스(Matthew Cowles, 1944년 9월 28일 ~ 2014년 5월 22일)는 미국의 배우이다.
뉴욕에서 태어나고 사망하였다.

## 영화
- 셔터 아일랜드 (2010년)
- 베로니카, 죽기로 결심하다 (2009년)
- 트레인 렉 (2008년)
- 라이프 온 마스 (2008년)
- 트레인렉 (2007년)
- 눈 블루 애플스 (2002년) - 말폴리오 역
- 시티 바이 더 씨 (2002년) - 아니 역
- 너스 베티 (2000년)
- 주어러 (1996년)
- 뉴욕의 해결사 (1994년)
- 늑대 개 2 (1994년)
- 스텔라 (1990년)
- 사인 오프 라이프 (1989년)
- 에니메이터 (1989년)
- 정열과 사랑 (1988년)
- 비앤비 (1987년)
- 에디 마콘 (1983년)
- 가프 (1982년)
- 슬랩 샷 (1977년)
- 해피 후커 (1975년)
- 코작 (1973년)
- 에디 코일의 친구들 (1973년)
- 미 나탈리 (1969년)